# Santhià (stacja kolejowa)
Santhià (włoski: Stazione di Santhià) – stacja kolejowa w Santhià, w prowincji Vercelli, w regionie Piemont, we Włoszech. Znajduje się na linii kolejowej Turyn-Mediolan. Od tej stacji odgałęziają się dwie linie: jedna do Biella i jedna do Arona.
Jest to stacja zarządzana przez Rete Ferroviaria Italiana (RFI).

## Charakterystyka
Stacja składa się z pięciu torów pasażerskich. Tor 1 jest używany tylko dla pociągów w kierunku Biella San Paolo, a tor 2 jest używany głównie przez pociągach jadących z Arona, jak również niektóre pociągi regionalne, które wykonują usługi na trasie Santhià - Novara. Tory trzeci i czwarty znajdują się na linii Mediolan - Turyn, 3 jest wykorzystywana przez pociągi do Mediolanu, a czwarty jest używany przez pociągi w kierunku Turynu. Tor 5, ostatecznie, jest używany przez pociągi regionalne do Chivasso i Turynu.